# ستيف إيجي
ستيف إيجي (بالإنجليزية: Steve Agee) مواليد 26 فبراير 1969 في كاليفورنيا، الولايات المتحدة، هو ممثل أمريكي بدأ مسيرته الفنية عام 2000.

## وصلات خارجية
- ستيف إيجي على موقع IMDb (الإنجليزية)
- ستيف إيجي على موقع قاعدة بيانات الأفلام العربية
- ستيف إيجي على موقع ألو سيني (الفرنسية)
- ستيف إيجي على موقع ميوزك برينز (الإنجليزية)
- ستيف إيجي على موقع أول موفي (الإنجليزية)
- ستيف إيجي على موقع إن إن دي بي (الإنجليزية)
- ستيف إيجي على موقع ديسكوغز (الإنجليزية)
- ستيف إيجي على موقع قاعدة بيانات الفيلم (الإنجليزية)
- ستيف إيجي على موقع كينوبويسك (الروسية)